# إغناثيو أليسيدا
إغناثيو أليسيدا (بالإسبانية: Ignacio Aliseda) هو لاعب كرة قدم أرجنتيني في مركز الوسط، ولد في 14 مارس 2000 في بوينس آيرس في الأرجنتين. لعب مع ديفنسا خوستيكا.

## وصلات خارجية
- إغناثيو أليسيدا على موقع الاتحاد الأوربي (الإنجليزية)
- إغناثيو أليسيدا على موقع الدوري الأمريكي (الإنجليزية)
- إغناثيو أليسيدا على موقع قاعدة بيانات كرة القدم.إي يو (الإنجليزية)
- إغناثيو أليسيدا على موقع Soccerway.com (الإنجليزية)
- إغناثيو أليسيدا على موقع عالم كرة القدم.نت (الإنجليزية)